# Батизат, Виктор Пантелеевич
Батизат Виктор Пантелеевич (9 января 1933 — 26 октября 1994, Москва) — учёный в области материаловедения, создатель технологии слоистых клеёных конструкций.

## Биография
Окончил Московский авиационный технологический институт (1955), кандидат технических наук (1992). С 1958 по 1994 г. работал во Всероссийском научно-исследовательском институте авиационных материалов инженером, затем начальником лаборатории.
Батизат впервые в советской науке провел теоретические исследования и создал научные принципы разработки высокопрочных клеев конструкционного назначения. Были разработаны и внедрены технологические процессы изготовления слоистых клееных конструкций, в том числе, сотовых. Результаты этой работы нашли применение во всех ведущих ОКБ: Микояна, Ильюшина, Мясищева, Камова, Миля, Туполева, Антонова, Сухого.

## Награды и звания
- Лауреат Государственной премии Российской Федерации (2000) и Государственной премии УССР в области науки и техники (1985)
- Орден «Знак Почёта» (1981)